# Constantino VI de Constantinopla
Constantino VI, (, 1859 - Grécia, 28 de novembro de 1930) foi patriarca grego ortodoxo de Constantinopla de 1924 a 1925.
Patriarca Ecuménico de Constantinopla desde sua eleição em 17 de dezembro de 1924 até sua renúncia ao patriarcado em 22 de maio de 1925 depois de ser mandado ao exílio pelo governo turco e refugiar-se na Grécia.